# Alliance des jeunes patriotes pour le sursaut national
Pour les articles homonymes, voir Jeunes patriotes.
L'Alliance des jeunes patriotes pour le sursaut national, ou Jeunes patriotes, est un mouvement politique ivoirien ultra-nationaliste, dirigé par Charles Blé Goudé, surnommé le général des patriotes. Ce mouvement est considéré comme une milice proche du FPI par les médias africains, internationaux, une partie des médias ivoiriens et plusieurs ONG internationales,,,.

## Création
Le mouvement est créé le 26 septembre 2002, soit une semaine après la tentative de coup d'État, par Charles Blé Goudé, revenu en urgence de Manchester, où il suivait les cours du Master en gestion et prévention des conflits, non obtenu car il a quitté l'Angleterre en cours d'année universitaire. Ce mouvement a rassemblé plusieurs mouvements de jeunesse :
- la Coordination des jeunes patriotes (COJEP), fondée en 2001 par Charles Blé Goudé ;
- la Fédération des étudiants et scolaires de Côte d'Ivoire (FESCI), proche du FPI de Laurent Gbagbo ;
- la Sorbonne, espace de discussion pro-FPI, aujourd'hui démoli et interdit ;
- le Mouvement ivoirien pour le rapatriement d'Alassane Ouattara ;
- le Mouvement pour la conscience républicaine de Thierry Legré ;
- et certains réseaux ivoiriens de la diaspora, principalement à Londres.

Certains de ces mouvements ont participé au renversement du général Gueï qui tentait de modifier frauduleusement le résultat de l'élection présidentielle ivoirienne de 2000, 300 manifestants ayant été tués par l’armée ces jours-là[réf. nécessaire]. Le mouvement reçoit au départ l'aide de personnalités telles que Moïse Lida Kouassi, ministre de la défense en 2002.
Début 2003, le mouvement est rejoint par le Collectif des mouvements de femmes patriotes de Geneviève Bro-Grebé, les Sentinelles pour la paix (des jeunes filles de 15 à 23 ans) et les Cercles patriotiques professionnels. Il dispose également d'un relais auprès de la présidence ivoirienne, en la personne de Kuyo Théa Narcisse, chef de cabinet de Gbagbo.
Quelques personnalités médiatiques lui apportent leur soutien, comme Joël Tiéhi, ancien footballeur capitaine de l'équipe nationale, et le chanteur de reggae Serge Kassy, les artistes Gadji Celi, Paul Madys, Wayzé. Philippe Mangou, chef d'état-major des FANCI depuis novembre 2004, est réputé proche des Jeunes patriotes.
Le recrutement se fait dans les tranches d'âge inférieur à 25 ans (majoritaires dans le pays), ainsi que dans la diaspora ivoirienne.

## Organisation

### État-major
Outre Charles Blé Goudé, les principaux dirigeants sont :
- Jean-Yves Dibopieu (auteur du slogan « à chacun son Français »[5]), président de la FESCI ;
- Richard Dacoury, président de la « Sorbonne », forum de réflexion basé au Plateau à Abidjan ;
- Idriss Ouattara, président des agoras et parlements de Côte d'Ivoire ;
- Ahoua Stallone, porte-parole ;
- Seydou Koné  ;
- Thierry Légré.

### Idéologie et diffusion
L’idéologie des jeunes patriotes et des courants proches se base sur plusieurs principes :
- Le combat pour la liberté et la défense de leurs institutions
- Le combat contre ce qu'ils interprètent comme du néo-colonialisme
- Le refus de toute présence étrangère en Côte d'Ivoire
- Agir afin que les ressources du territoire reviennent aux ivoiriens.

Les Jeunes patriotes organisent des débats dans des agoras ou parlements tels que La Sorbonne à Abidjan. Le mouvement utilise également des moyens de communication modernes, comme la distribution de tee-shirts frappés de slogans militants, d'affiches, de prospectus et de CD de propagande (dont Meurtre rituel pour Alassane Ouattara).
Le mouvement comprend des milices armées violentes, issues des franges les plus pauvres de la jeunesse ivoirienne, et dont le gros des contingents est constitué de Bétés, l'ethnie de Laurent Gbagbo. Ces milices ont participé à la répression des manifestations du 25 mars 2004, à Abidjan (qui ont fait au moins 120 morts et 20 disparus). Le rôle de ces milices a été reconnu par Martin Bléou, ministre de la Sécurité intérieure. Ces milices armées peuvent jouer un rôle menaçant pour la paix, selon le GRIP.

## Principales actions du mouvement
Dès sa création, Charles Blé Goudé veut faire de l'Alliance un mouvement de combat (selon ses propres termes). Il organise des manifestations de protestation contre la rébellion (2 octobre, 2 décembre 2002, 18 janvier 2003) et de soutien au pouvoir de Laurent Gbagbo (le 1er février 2003), à son retour de la signature des Accords Kléber.
En janvier 2003, ils bloquent Dominique de Villepin pendant trois quarts d'heure à la sortie du palais présidentiel d'Abidjan.
Ils manifestent pour le retrait de l'armée française, notamment par un sit-in devant la base du 43e BIMA en juin 2004, ainsi que pour la reprise de l'offensive contre les Forces nouvelles.
Le 26 avril 2004, Charles Blé Goudé a tenu un meeting au stade Champroux, qui a réuni 50 000[réf. nécessaire] Jeunes patriotes. Il y avait invité l'épouse de Laurent Gbagbo, Simone Ehivet Gbagbo, et le président de l’Assemblée nationale, Mamadou Koulibaly. Il avait annoncé les événements du 6 et du 7 novembre suivants en annonçant à propos des Jeunes patriotes :  ils s’engageront aux côtés des Ivoiriens à détruire tous les biens des Français si ces derniers ne respectent pas l’ultimatum d’un mois qu’ils leur ont donnés..
En théorie, le mouvement des jeunes patriotes est mu par le respect strict de la constitution ivoirienne et des échéances électorales qu'ils revendiquent. Pour Blé Goudé et ses proches, le pouvoir s'obtiendrait par les urnes et non les armes. Dans les faits, les Jeunes patriotes se sont souvent illustrés lors de manifestations violentes et des exactions contre les civils. Leur soutien inconditionnel à Laurent Gbagbo, défait à l'issue du deuxième tour des élections présidentielles de novembre 2010, s'inscrit en porte-à-faux de cette rhétorique légaliste. De nombreuses exactions ont été commises par le mouvement lors de la crise post-électorale, à l'encontre des principes théoriques du mouvement et de Charles Blé Goudé.
Charles Blé Goudé fait par la suite l’objet de sanctions de l’ONU.
Durant la crise ivoirienne 2010-2011, Charles Blé Goudé était introuvable lors de l'assaut des forces armées d'Alassane Ouattara le 11 avril 2011 contre le Palais présidentiel d'Abidjan, tenu par Laurent Gbagbo et ses partisans. Cet assaut conduira tout de même à l'arrestation des membres de ce mouvement.